# 分身 (小說)
《分身》是日本作家東野圭吾的長篇推理小說。1993年由集英社發行了單行本，1996年發行了文庫版。韓文由貴族之家出版社出版，更改書名為（檸檬）。
在《平行世界·愛情故事》的解說裡，日本科幻小說女作家新井素子將本書與東野圭吾的《變身》、《平行世界·愛情故事》等並稱為「東野私小說三部曲」。本書是一本探討前衛生物科學的作品，《變身》稍早幾年發表，銷售不如預期，東野圭吾寫本書是想再度嘗試這類型主題，但在發表的年份1993年，整體社會還是較不廣為接受這樣的前衛科學。

## 出版書籍
| 出版社       | 出版日期       | 格式   | 頁數  | ISBN                   | 譯者   |
| ------------ | -------------- | ------ | ----- | ---------------------- | ------ |
| 集英社       | 1993年9月      | 單行本 | 372頁 | ISBN 978-4-08-774031-8 | 不適用 |
| 集英社       | 1996年9月20日  | 文庫本 | 472頁 | ISBN 978-4-08-748519-6 | 不適用 |
| 朝鮮 (地區)  | 2005年12月15日 | 平裝書 | 432頁 | ISBN 978-892-550055-3  |        |
| 獨步文化     | 2009年5月29日  | 平裝書 | 448頁 | ISBN 978-986-656-223-5 | 李彥樺 |
| 南海出版公司 | 2010年8月1日   | 平裝書 | 336頁 | ISBN 978-754-424739-9  | 王維幸 |

## 書籍評價
- 1994年「這本推理小說真厲害！」第21名[2]
- 年度10佳小說[3]。
- 東野圭吾粉絲站「10大傑作」[3]
- 最純摯真切的愛，最貪婪惡毒的欲望[3]
- 中文版系列銷量超過120萬冊[3]

## 故事簡介
氏家鞠子的母親於9年前因火災死亡，之後她一直在北海道的兒童福利院裡寄宿。鞠子在成長過程中常常疑問，和自己一點都不相像的母親到底是不是真的愛著自己呢。母親死於火災後，有次鞠子在親戚家裡找到母親的遺物時，因種種不可解之處，決定前往東京調查自己出生的秘密。
另一方面，住在東京的女大學生小林雙葉一直進行著樂隊的活動。正當她因樂隊獲得了在電視演出的機會而興高采烈之時，獨自養大她的母親卻強烈反對她在電視上公開露面。雙葉在抗議的同時，也發現母親和平時有點不一樣。在母親死於車禍後，受藤村教授之邀，前往北海道瞭解母親的過去。
其時，來到東京的鞠子，令認識雙葉的人們大為驚愕——鞠子和雙葉，竟有著完全一樣的相貌。而身在北海道的雙葉，亦遭遇各種離奇事故。隨著雙方分頭追查，因違反倫理而埋藏多年的謎團逐漸揭露，涉及本尊對分身的愛恨情仇，分身之間的相互憐惜，以及周遭人士的好奇與覬覦。兩人最終各自體會生而為人的價值。

## 登場人物
氏家 鞠子（Ujiie Mariko）
就讀於札幌的女子大學英文科的大學生。善體人意，纖細敏感，對自己的出生一直抱有疑問。
小林 雙葉（Kobayashi Futaba）
就讀於東和大學文學部國文學科的女大學生，由母親一人獨自養大，為人逗趣，開朗大方，熱衷於樂隊活動。外貌和鞠子一模一樣。
下條 惠美（Shimojou Megumi）
帝都大學醫學部的學生，協助鞠子的調查。
脇坂 講介（Wakizaka Kousuke）
出版社「聰明社」的編輯，肌肉發達，協助雙葉的北海道之行。
氏家 清（Ujiie Kiyoshi）
鞠子的父親。帝都大學醫學部出身，現在函館理科大學任教。專攻發育生物學的研究者。因事業涉入家庭，對於家人的感情複雜。
氏家 靜江（Ujiie Shizue）
鞠子的母親，氏家清的妻子。9年前因火災死亡。
小林 志保（Kobayashi Shiho）
雙葉的母親，護士。獨自養大女兒雙葉。
梅津 正芳（Umetsu Masayoshi）
帝都大學醫學部教授，氏家清大學時代的朋友。
久能 俊晴（Kunou Toshiharu）
已故，以前曾是旭川的北斗醫科大學的教授。
高城 晶子（Takashiro Akiko）
娘家姓「阿部」。「聰明社」的現任社長
伊原 駿策（Ihara Shunsaku）
前首相，政黨派閥的領袖。

## 電視劇
電視劇於2012年2月12日開始在WOWOW播出，共5集，由長澤雅美主演。

### 主演
- 氏家鞠子／小林双葉 - 長澤雅美／上白石萌歌（幼年）
- 瀧澤裕介 - 勝地涼
- 下條惠美 - 臼田麻美
- 藤村昭二郎 - 矢島健一
- 梅津正芳 - 嶋田久作
- 笠原良則 - 茂呂師岡
- 大道庸平 - 中村育二
- 久能俊晴 - 品川徹
- 井川孝之 - Dankan
- 井川久美子 - 藤吉久美子
- 井川香 - 荒井萌
- 樂隊成員 - 青木健、前田公輝
- 尾崎（藤村的助手）- 山中崇
- 清水宏久（山歩会成員）的未亡人 - 北原佐和子
- 氏家静惠 - 鈴木砂羽
- 小林志保 - 手塚理美
- 伊原駿策 - 伊武雅刀
- 氏家清 - 佐野史郎
- 高城晶子（旧姓阿部）- 長澤雅美

### 製作人員
- 原作 - 東野圭吾《分身》（集英社刊）
- 導演 - 永田琴
- 劇本 - 田邊滿
- 音樂 - 阿部海太郎
- 製作著作 - WOWOW

### 各話標題
| 各話   | 放送日        | 日文標題 | 中文標題     |
| ------ | ------------- | -------- | ------------ |
| 第1話  | 2012年2月12日 |          | 被封閉的記憶 |
| 第2話  | 2012年2月19日 |          | 和母親的約定 |
| 第3話  | 2012年2月26日 |          | 丟失的照片   |
| 第4話  | 2012年3月4日  |          | 鞠子和雙葉   |
| 最終話 | 2012年3月11日 |          | 母性的奇蹟   |

## 外部連結
- （日語）http://books.shueisha.co.jp/CGI/search/syousai_put.cgi?isbn_cd=4-08-748519-6 （页面存档备份，存于）
- （日語）http://www.wowow.co.jp/dramaw/bunshin （页面存档备份，存于）
- （日語）http://www.tvdrama-db.com/ （页面存档备份，存于）
- （简体中文）豆瓣讀書：分身 （页面存档备份，存于）
- （简体中文）卓越亞馬遜：分身 （页面存档备份，存于）
- （简体中文）新浪娛樂：長澤雅美出演東野圭吾小說改編日劇《分身》 （页面存档备份，存于）